# 楚江站
楚江站（：／ Chogang yeok */?）是湖南線沿線的一座鐵路車站，位于韓國全羅北道井邑市淨雨面長順里，自2006年起停止客運服務。

## 历史
- 1963年7月25日，落成使用。
- 2006年6月23日，拆除站房，僅保留月臺並停止載客服務。